# 東市来町伊作田
東市来町伊作田（ひがしいちきちょういざくだ）は、鹿児島県日置市の大字。旧薩摩国日置郡市来郷伊作田村、日置郡東市来村大字伊作田、日置郡東市来町大字伊作田。郵便番号は899-2203。人口は1,300人、世帯数は580世帯（2020年10月1日現在）。

## 地理
日置市の西部、江口川の下流域に位置している。字域の北方には東市来町湯田、南方には東市来町神之川、東市来町宮田、東方には東市来町長里、東市来町美山がそれぞれ隣接しており、西方には東シナ海に面している。
字域の中央部には日置市立伊作田小学校、伊作田保育所があり、江口川の河口付近に江口漁港がある。集落は伊作田小学校などが所在している江口川の河口部や山麓に散在している。
また、海岸線に沿って国道270号が南北に通っている。また、鹿児島県道303号江口長里線は江口川に沿って東西に通っており、長里の国道3号へ接続している。

### 河川
- 江口川

## 歴史

### 伊作田の成立
伊作田という地名は南北朝時代より見え、薩摩国日置郡のうちであった。観応2年の足利直冬下文に伊作田道材に勲功章として宛がわれたとされる記述が地名の初見であると考えられている。

### 近代の伊作田村
江戸時代には薩摩国日置郡市来郷（外城）のうちであった。村高は「天保郷帳」及び「郡村高辻帳」には1,384石余、延享頃には1,611石余、「旧高旧領取調帳」には1,717石余であったと記されている。
物産として陶土が産出されており、苗代川村（現在の日置市東市来町美山）で生産される薩摩焼の原材料として用いられたとされる。1878年（明治11年）に伊作田に伊作田村変則学校が設置された。

### 町村制施行以後
1889年（明治22年）4月1日に町村制が施行されたのに伴い、市来郷のうち東半分の区域にあたる長里村・養母村・湯田村・伊作田村・神之川村の区域より日置郡東市来村が成立した。それまでの伊作田村は東市来村の大字「伊作田」となった。1918年（大正7年）1月26日には江口郵便局が設置された。1937年（昭和12年）4月1日には東市来村が町制施行し東市来町となった。
2005年（平成17年）5月1日に東市来町が日置郡伊集院町、吹上町、日吉町と合併し日置市が成立した。この合併に先立って設置された法定合併協議会である「日置中央合併協議会」において大字名については「字の区域は、現行どおりとし、現行の字の名称の前に当該字の属する合併前の町の名称を付し、字の名称を変更する。」と協定された。
合併日の2005年（平成17年）5月1日に鹿児島県の告示である「 字の名称の変更」が鹿児島県公報に掲載された。この告示の規定に基づき即日大字の名称変更が行われ、大字名が「伊作田」から日置市の大字「東市来町伊作田」に改称された。

## 人口
以下の表は国勢調査による小地域集計が開始された1995年以降の人口の推移である。
| 統計年             | 統計年 | 人口  | 人口 |
| ------------------ | ------ | ----- | ---- |
| 1995年（平成7年）  | [ 14 ] | 1,815 |      |
| 2000年（平成12年） | [ 15 ] | 1,823 |      |
| 2005年（平成17年） | [ 16 ] | 1,662 |      |
| 2010年（平成22年） | [ 17 ] | 1,578 |      |
| 2015年（平成27年） | [ 18 ] | 1,422 |      |
| 2020年（令和2年）  | [ 3 ]  | 1,300 |      |

## 文化財

### 市指定
- 伊作田兵部大夫道材の墓地
地内の北薗にある墓地で七基の宝塔、五輪塔があり、その一つが伊作田道材と家臣の墓であり[6]、日置市の史跡に指定されている[19]。
- 伊作田踊り
伊作田道材の慰霊と豊作祈願等を目的に江戸時代より行われている踊り行事で、現在は3年に1度行われている。日置市の無形民俗文化財に指定されている[20]。

## 施設

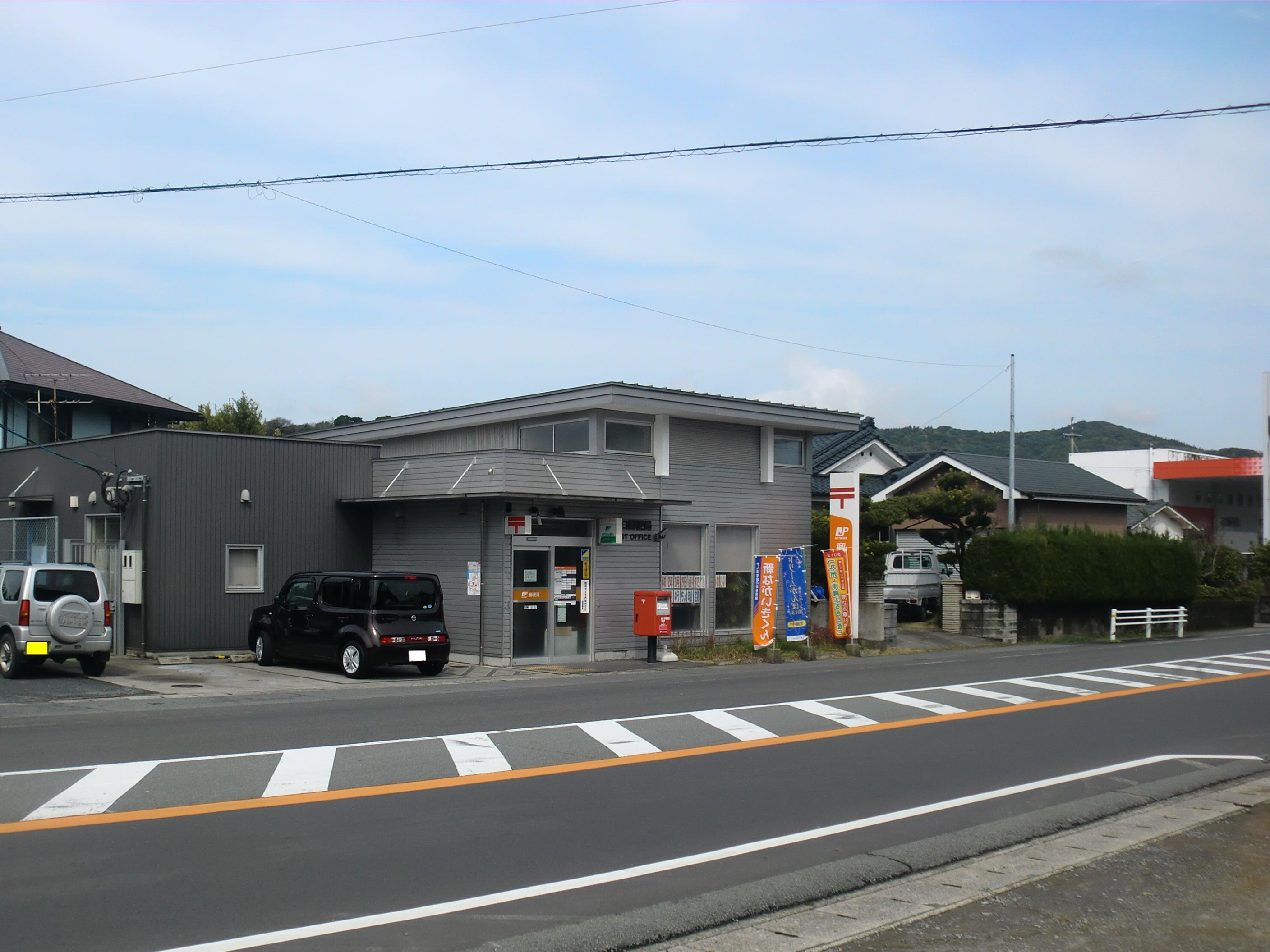
江口郵便局

### 公共
- 東市来総合運動公園

### 教育
- 日置市立伊作田小学校
- 伊作田保育園

### 郵便局
- 江口郵便局[21]

### 寺社
- 蓬莱寺
- 鶴城寺

## 教育

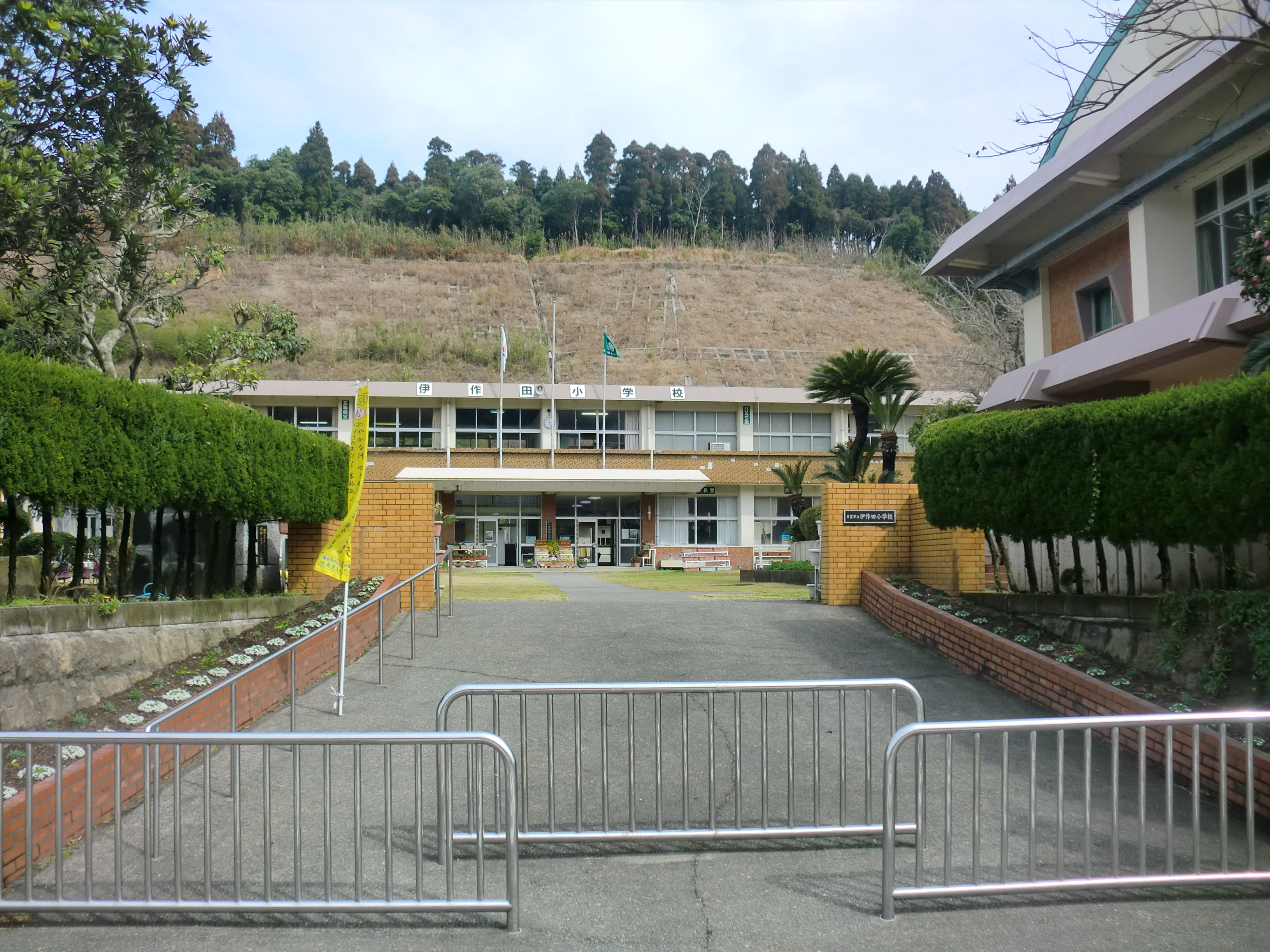
日置市立伊作田小学校

東市来町伊作田には「日置市立伊作田小学校」が設置されている。

### 小学校
「日置市立伊作田小学校」は、東市来町伊作田2056番地1にある小学校である。1878年（明治11年）に伊作田村変則学校として設置され、同年9月に小学校となった。その後尋常小学校・尋常高等小学校・国民学校を経て、1947年（昭和22年）に伊作田小学校となった。
1950年（昭和25年）に大字神之川（現在の東市来町神之川）に川原分校を設置し、1956年（昭和31年）には下伊集院村立神之川小学校の児童のうち東市来町に編入された大字南神之川（現在の東市来町南神之川）に居住する児童を川原分校に転入した。1975年（昭和50年）には川原分校が伊作田小学校に統合された。

### 小・中学校の学区
市立小・中学校に通う場合、学区（校区）は以下の通りとなる。
| 大字           | 区域 | 小学校               | 中学校               |
| -------------- | ---- | -------------------- | -------------------- |
| 東市来町伊作田 | 全域 | 日置市立伊作田小学校 | 日置市立東市来中学校 |

## 交通

### 道路
一般国道
- 国道270号

一般県道
- 鹿児島県道303号江口長里線

## 著名な出身者
- 南郷武夫（政治家、衆議院議員、東市来町長、林業家）[25]